# Brachyntheisogryllacris abbreviata
Brachyntheisogryllacris abbreviata är en insektsart som först beskrevs av Brunner von Wattenwyl 1888.  Brachyntheisogryllacris abbreviata ingår i släktet Brachyntheisogryllacris och familjen Gryllacrididae.

## Underarter
Arten delas in i följande underarter:
- B. a. evolutior
- B. a. abbreviata